# Gårdhave
En gårdhave eller patio er et udendørs uoverdækket område, som støder op til en beboelse . Det bruges til spisning eller rekreation og er typisk med græs, tegl, natursten, beton og planter.